# Alphonse Goovaerts
Alphonse Jean Marie André Goovaerts (Anvers, 25 de maig de 1847 - Etterbeek, 25 de desembre de 1922) fou un compositor i musicòleg belga.
El 1866 fou nomenat director de la biblioteca municipal d'Anvers i del 1899 fins al 1913 va ser arxiver general de l'arxiu de l'Estat a Brussel·les. És conegut principalment per la seva Histoire et bibliographie de la typographie musicale (1890), obra guardonada per l'Academie Royale des Sciences, des Lettres et des Beaux-Arts de Bèlgica, i per un estudi sobre la música religiosa. Va compondre una missa solemne per a cor, orquestra i orgue, i lieders en neerlandès a tres veus.

## Algunes obres
- Histoire et bibliographie de la typographie musicale dans les Pays-Bas (en francès), 1880, p. 608. va ser reeditat en facsímil el 1963 per l'editorial Knuf d'Amsterdam.
- Notice biographique et bibliographique sur Pierre Phalèse, imprimeur de musique à Anvers au 16e siècle (e-book) (en francès).  Brussel·les: De Toint-Scohier, 1869.
- Levensschets van ridder Leo de Burbure, toonzetter en geschiedschrijver (en neerlandès).  Fontaine, 1871. (Biografia del Cavaller Leo de Burbure, compositor i historiador)